# Un monde entre nous
Pour plus de détails, voir Fiche technique et Distribution.
Un monde entre nous ou L'Espace qui nous sépare au Québec (The Space Between Us) est un film de science-fiction américain réalisé par Peter Chelsom, sorti en 2017.

## Synopsis
Dans un futur proche, Nathaniel Shepard (Gary Oldman), PDG de Genesis, lance la toute première mission de colonisation sur la planète Mars. Pendant le voyage, l'astronaute en chef, Sarah Elliot découvre qu'elle est enceinte. Peu de temps après l'atterrissage, elle meurt de complications en donnant naissance au premier être humain né sur Mars. Le père de l'enfant est inconnu. Cet enfant est nommé Gardner Elliot (Asa Butterfield).
Dans un dilemme, Nathaniel décide finalement de garder l'enfant sur Mars comme un secret, pour éviter un désastre pour sa compagnie et également parce que le cœur de l'enfant ne pourrait survivre à cause du poids de la gravité de la planète Terre.
16 ans plus tard, Gardner Elliot, est devenu un garçon curieux et très intelligent qui n'a rencontré que 14 personnes dans son éducation très peu conventionnelle, il est très doué en sciences et tout ce qui concerne les expériences puisqu'il a été élevé par des scientifiques. Un jour, afin d'en savoir plus sur sa mère, il pirate dans Centaur, un robot qu'il a aidé à construire pour avoir un meilleur ami, les informations qui lui permettront d'accéder à l'entrepôt de la base spatiale. Dans un des casiers, il y récupère les objets de sa mère. Parmi eux, un anneau de mariage et une clé USB, dans laquelle joue une vidéo d'elle et un homme dans une maison sur le bord d'une plage. Convaincu que l'homme est son père, il est déterminé à le trouver.
Gardner utilise régulièrement un forum de discussion en ligne pour discuter avec Tulsa, une jeune fille débrouillarde du Colorado vivant en famille d'accueil. Il lui confie qu'il est confiné dans un appartement en attique à cause d'une ostéogenèse imparfaite. Ils discutent de leurs projets d'avenir et il promet de lui rendre visite un jour.
Kendra appelle Nathaniel et Tom Chen, le directeur de Genesis, par vidéo. Elle affirme que Gardner est extrêmement intelligent et souhaite qu'il soit autorisé à aller sur Terre. Nathaniel refuse ; Gardner devrait subir une opération chirurgicale risquée pour augmenter sa densité osseuse et s'entraîner à s'adapter à la pression atmosphérique terrestre. Ils subissent tous deux l'opération et l'entraînement contre la volonté de Nathaniel et embarquent à bord d'une navette spatiale pour la Terre avec Kendra et plusieurs autres astronautes.
À leur arrivée sur Terre, Nathaniel est en colère contre Tom, qui a gardé secret l'entraînement de Gardner. Gardner est placé en quarantaine à la NASA pendant qu'il subit des examens médicaux visant à déterminer son aptitude à la vie sur Terre. Il s'échappe avant de voir les tests montrant qu'il ne peut pas vivre longtemps sur Terre et retrouve Tulsa, qu'il convainc de l'aider à retrouver son père.
Ils sont suivis par Nathaniel et Kendra, qui tentent de convaincre Gardner de retourner à la NASA, mais il s'enfuit avec Tulsa et apprend où se trouve l'homme qui a épousé ses parents, la chamane Neka. Nathaniel et Kendra apprennent que le corps de Gardner contient des niveaux dangereusement élevés de troponine, signe d'une hypertrophie cardiaque, incapable de supporter la pression atmosphérique terrestre ; il doit retourner sur Mars immédiatement s'il veut survivre.
Gardner avoue ses véritables origines à Tulsa, qui ne le croit pas. Ils retrouvent Neka, qui laisse Tulsa utiliser son ordinateur pour localiser la maison de plage de la vidéo de Gardner. Ils se rendent à Summerland, en Californie, et s'arrêtent à Las Vegas pour le plaisir, où Gardner s'effondre et est emmené à l'hôpital. Lorsque des rayons X révèlent la présence de tubes de carbone dans ses os, Tulsa finit par croire aux affirmations de Gardner selon lesquelles il est né sur Mars.
Gardner sait qu'il ne peut survivre sur Terre, mais il souhaite rencontrer son père avant de mourir. Tulsa l'aide à s'échapper de l'hôpital et ils se rendent à la maison de plage. Ils rencontrent l'homme de la vidéo de Gardner, qui est en réalité son oncle, et non son père. Gardner, convaincu de mensonge, court vers la mer, annonçant à Tulsa que c'est là qu'il veut mourir, avant de s'effondrer.
Nathaniel et Kendra arrivent à temps pour sauver Gardner et le sortir de l'océan. Gardner interroge Nathaniel sur Sarah, puis réalise que Nathaniel est son père. Ils l'emmènent d'urgence à bord d'un Dream Chaser et le lancent en orbite, espérant que cela stabilisera Gardner. Libéré de la gravité terrestre, il est réanimé.
Peu après, Gardner embarque à bord d'une navette spatiale pour Mars après avoir partagé des adieux émouvants avec Tulsa. Kendra, qui a pris sa retraite de pilote de la NASA, l'adopte. Déterminée à rejoindre Gardner sur Mars, Tulsa rejoint le programme d'entraînement spatial de Kendra. Gardner est de retour sur Mars avec Nathaniel.

## Fiche technique
Sauf indication contraire, les informations mentionnées dans cette section peuvent être confirmées par la base de données cinématographiques IMDb,  présente dans la section « Liens externes ».
- Titre original : The Space Between Us
- Titre provisoire : Out of This World
- Titre français : Un monde entre nous
- Titre québécois : L'Espace qui nous sépare
- Réalisation : Peter Chelsom
- Scénario : Allan Loeb (en), d'après une histoire de Stewart Schill, Richard Barton Lewis et Allan Loeb
- Direction artistique : Kirk M. Petruccelli
- Décors : Domenic Silvestri
- Costumes : Christopher Lawrence
- Photographie : Barry Peterson
- Montage : David Moritz
- Musique : Andrew Lockington
- Production : Richard Barton Lewis
- Sociétés de production : Southpaw Entertainment ; Los Angeles Media Fund ; STX Entertainment et Relativity Media (coproductions)
- Sociétés de distribution : STX Entertainment (États-Unis), Metropolitan Filmexport (France)
- Pays de production :  États-Unis
- Langue originale : anglais
- Genre : science-fiction
- Durée : 121 minutes
- Dates de sortie :
  - Canada : 2 février 2017 (avant-première mondiale)
  - États-Unis : 3 février 2017
  - France : 5 juin 2017 (DVD)

## Distribution
- Asa Butterfield (VQ : Alexandre Bacon) : Gardner Elliot
- Britt Robertson (VF : Rebecca Benhamour ; VQ : Sarah-Jeanne Labrosse) : Tulsa
- Gary Oldman (VF : Gabriel Le Doze ; VQ : Manuel Tadros) : Nathaniel Shepherd
- Carla Gugino (VF : Brigitte Aubry ; VQ : Camille Cyr-Desmarais) : Kendra
- B. D. Wong (VQ : François Godin) : Chen, le directeur de Genesis
- Janet Montgomery (VF : Olivia Luccioni) : Sarah Elliot
- Colin Egglesfield : Le frère de Sarah Elliot
- Scott Takeda : Tom Chen
- Swoozie : Scott Hubbard
- Lauren Myers : Alice Meyers
- Jenny Gabrielle : Susanne
- Sarah Minnich : Reporter

 Source et légende : version française (VF) sur RS Doublage ; version québécoise (VQ) sur Doublage.qc.ca

Photos des acteurs principaux
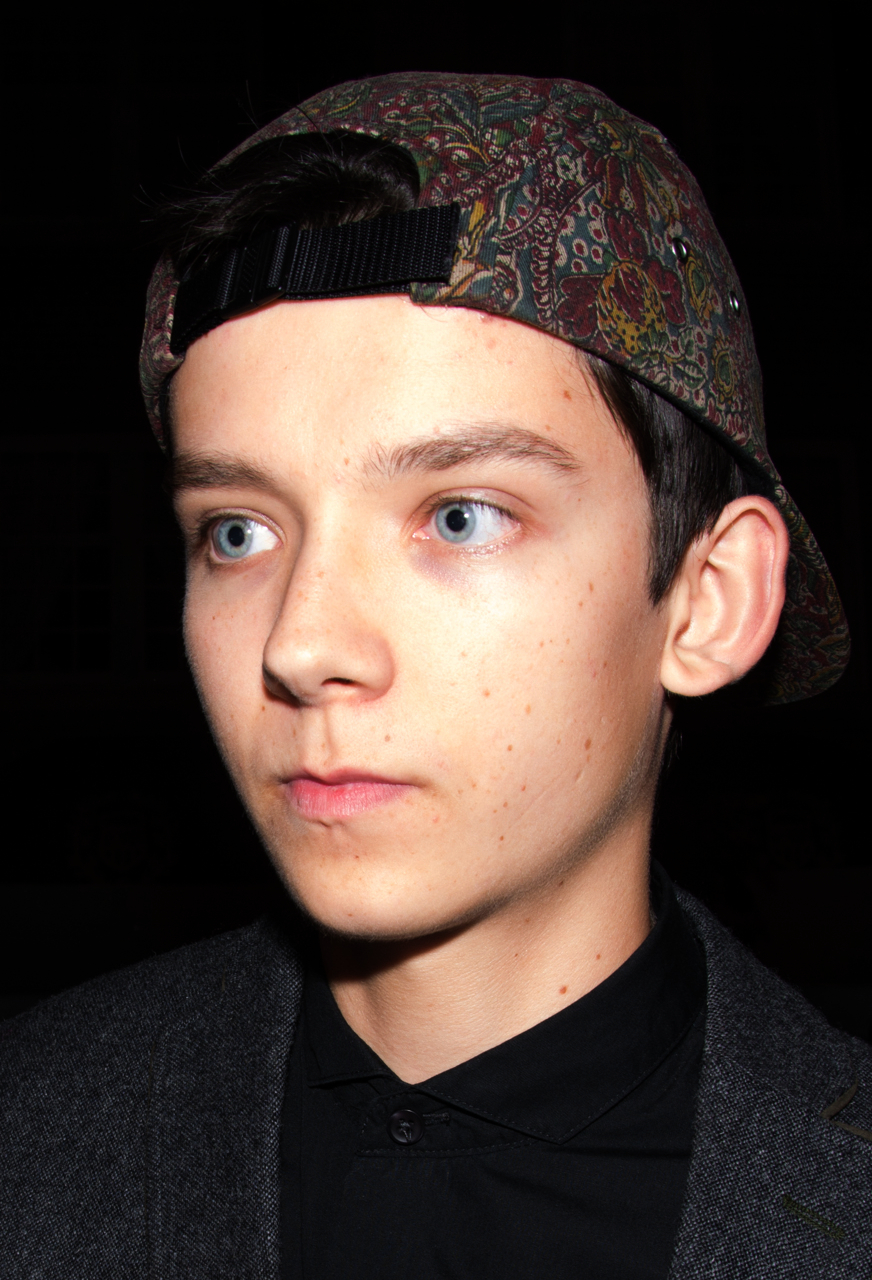
Asa Butterfield dans le rôle de Gardner Elliot.
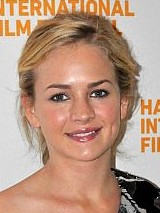
Britt Robertson dans le rôle de Tulsa.
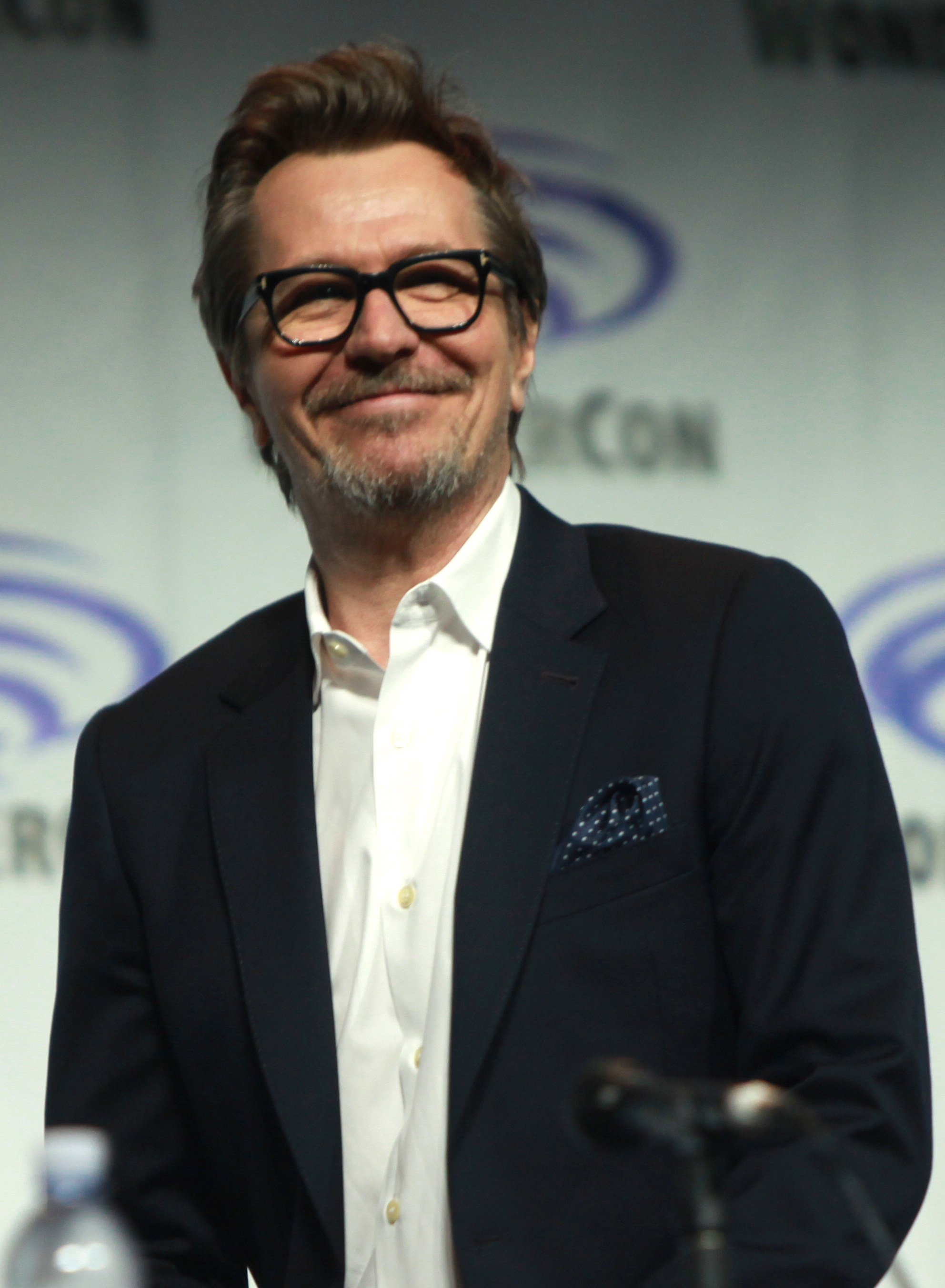
Gary Oldman dans le rôle de Nathaniel Shepherd.
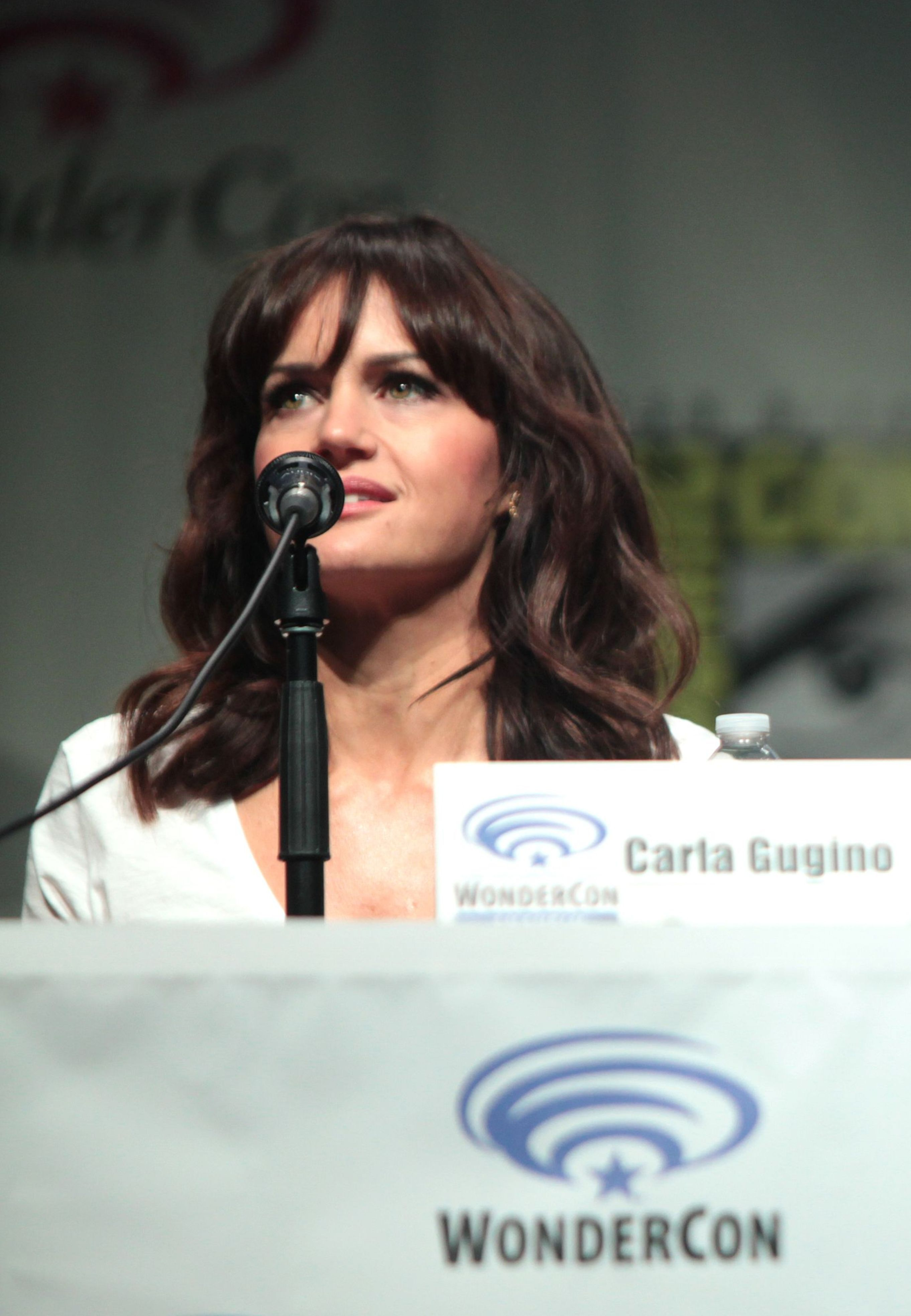
Carla Gugino dans le rôle de Kendra.

## Production

### Développement et genèse
The Tracking Board révèle, le 13 mars 2014, que le scénariste Allan Loeb est en train d'écrire le scénario d'un film de science-fiction provisoirement intitulé Out of This World pour la production Relativity Media. Quelques mois après, précisément en août 2014, cette même société, en tant que producteur et distributeur, engage le réalisateur Peter Chelsom, pour qui il avait déjà réalisé Hector et la Recherche du bonheur (Hector and the Search for Happiness, 2014), afin de diriger le projet avant que, finalement, ce ne soit le producteur Richard Barton Lewis de Southpaw Entertainment qui gère l'ensemble du film.

### Tournage
Peter Chelsom et l'équipe du tournage commencent à filmer le 14 septembre 2015 à Albuquerque dans le Nouveau-Mexique,.

## Distinctions

### Nominations
- Teen Choice Awards 2016 : Film AnTEENcipated: Actrice pour Britt Robertson[7]